# Термінал ЗПГ Андрес
Термінал ЗПГ Андрес – інфраструктурний об`єкт для прийому, перевалки та регазифікації зрідженого природного газу в Домініканській республіці. Розташований на південному узбережжі острова Гаїті за 30 км на схід від Санто-Домінго.
На островах карибського басейну для виробництва електроенергії традиційно використовували нафтопродукти. З метою переходу до більш дешевого та екологічно безпечнішого палива на початку 21 століття тут розпочали використовувати імпортний зріджений газ. Перший термінал для цього з’явився на Пуерто-Рико, а за кілька років, у 2003-му, ввели в експлуатацію об’єкт у Домініканській республіці. Його потужність складає 1 млн.т ЗПГ на ірк (1,4 млрд.м3).  Для зберігання продукції перед регазифікацією споруджено резервуар об’ємом 160000 м3. Портове господарство здатне обслуговувати газові танкери вантажоємністю до 145000 м3.
Основним споживачем виступає споруджена в комплексі з терміналом теплоелектростанція потужністю 300 МВт. Крім того, на газ переведена ТЕС Los Mina, яка до того працювала на нафтопродуктах.
В 2015 році вирішили доповнити послуги терміналу перевалкою малих та середніх партій ЗПГ, що включатиме обслуговування газовозів ємністю від 10000 до 60000 м3. Першу операцію з відвантаження ЗПГ виконали у лютому 2017-го.